# Assorbimento a due fotoni

Rappresentazione schematica di un assorbimento a due fotoni dallo stato 0 allo stato 2 attraverso il livello intermedio virtuale 1

L'assorbimento a due fotoni è l'assorbimento simultaneo di due fotoni di frequenze identiche o diverse per eccitare una molecola da uno stato (di solito lo stato di base) ad uno stato elettronico di energia più elevato. La differenza di energia tra gli stati coinvolti, inferiore e superiore della molecola è uguale alla somma delle energie dei due fotoni. Maria Goeppert-Mayer nella sua tesi di dottorato del 1930, elaborò la teoria del possibile processo di assorbimento a due fotoni. Eugene Wigner, tempo dopo, avrebbe descritto la tesi come un "capolavoro di chiarezza e concretezza". Ai tempi però, le possibilità di verificare sperimentalmente la sua tesi sembravano remote, ma lo sviluppo del laser permise la prima verifica sperimentale nel 1961 quando la fluorescenza di due fotoni eccitati fu rivelata in un cristallo drogato con europio. Come riconoscimento al suo contributo fondamentale in questo campo, l'unità della sezione d'urto dell'assorbimento a due fotoni è denominata Goeppert-Mayer (GM). 1 GM è 10−50 cm4 s fotoni−1. I suoi relatori furono tre futuri premi nobel: Max Born, James Franck and Adolf Otto Reinhold Windaus.
L'assorbimento a due fotoni differisce dall'assorbimento lineare; mentre la probabilità di assorbimento di un singolo fotone da parte di un atomo o molecola è proporzionale all'intensità luminosa, la probabilità di assorbimento simultaneo di due fotoni è proporzionale al quadrato dell'intensità luminosa pertanto è un processo ottico non lineare e può dominare sull'assorbimento lineare ad alta intensità.